# Oscar Guerrero
Oscar Dario Guerrero Alvarado (Bogotá, Colombia; 1 de marzo de 1985) es un futbolista Colombiano juega en la posición de delantero y actualmente juega en Llaneros de la Categoría Primera B.

## Trayectoria

### Biografía
Paralelamente a su etapa como futbolista curso hasta cuarto semestre de mercadeo y publicidad en la Institución Universitaria Politécnico Grancolombiano, además Guerrero es políglota al hablar 5 idiomas. Se crio en el barrio Modelo Norte de Bogotá.

### Academia
Se inició en el extinto equipo Naranja de Academia de Bogotá donde se formó y debutó y se convirtió en el goleador histórico del club najaranja de la capital Colombiana con 30 anotaciones.

### Bucaramanga y Cortulua
También tuvo breves pasos por el Atlético Bucaramanga y el Cortulua.

### FC Pyunik Ereván
Su primera experiencia internacional fue en el FC Pyunik Ereván del fútbol Armenio en Europa jugo poco, convirtió 4 goles.

### Deportivo Armenio
Su segunda experiencia internacional fue en la Tercera División de Argentina en el Deportivo Armenio donde solo jugó 4 partidos sin llegar a convertir ningún gol.

### Ramat HaSharon FC y Maccabi PT
En su paso por tierra santa se destacó por su gran nivel mostrado; después de 3 temporadas su estadísticas fueron 50 partidos y marcó 22 goles en el Ironi Nir Ramat HaSharon Football Club y Maccabi Petah-Tikvah. Por un problema de papeleo no pudo continuar y se marchó al fútbol Maltés.

### Vittoriosa Stars FC y Balzan FC
En su regreso al Viejo Continente en Malta disputó entre sus dos equipos, el Vittoriosa Stars FC y Balzan FC un total de 56 partidos y marcó 23 goles.
Fue el primer colombiano en la historia en jugar en esta liga. Obtuvo dos veces consecutivas el premio BOV, al mejor jugador de la liga en los meses abril y mayo de 2014 con Vittoriosa Stars FC.
Con Balzan FC clasificó por primera vez a UEFA EUROPA LEAGUE.

### Alianza FC
El 30 de junio del 2015 realizó su primer entrenamiento con el equipo centroamericano Alianza Fútbol Club.
En donde se consagró campeón del Torneo Apertura 2015.

Su primer hat-trick lo conseguiría el 18 de octubre de 2016 dándole la victoria su club como visitantes 3 a 1 frente al Antigua GFC de Guatemala por la Concacaf Liga de Campeones.

### Aris Limassol
El 23 de enero de 2017 es confirmado como nuevo jugador del Aris Limassol de la Primera División de Chipre. Debutó el 26 de enero en la derrota por la Copa de Chipre en un global de 3-0 entrando desde el minuto 58 al campo.

## Clubes
| Club                 | País        | Año           |
| -------------------- | ----------- | ------------- |
| Academia Compensar   | Colombia    | 2005 - 2007   |
| Pyunik Ereván        | Armenia     | 2008          |
| Atlético Bucaramanga | Colombia    | 2008          |
| Deportivo Armenio    | Argentina   | 2009          |
| Academia Compensar   | Colombia    | 2010          |
| Cortuluá             | Colombia    | 2010          |
| Ramat HaSharon       | Israel      | 2011 - 2012   |
| Hapoel Jerusalem     | Israel      | 2012          |
| Maccabi PT           | Israel      | 2013          |
| Vittoriosa Stars     | Malta       | 2013 - 2014   |
| Balzan               | Malta       | 2014 - 2015   |
| Alianza              | El Salvador | 2015 - 2016   |
| Aris Limassol        | Chipre      | 2017          |
| Għajnsielem          | Malta       | 2017          |
| Leones Negros        | México      | 2018          |
| Potros UAEM          | México      | 2018-2019     |
| Vittoriosa Stars     | Malta       | 2019-2020     |
| Llaneros             | Colombia    | 2021-presente |

### Hat-tricks
Partidos en los que anotó tres o más goles:
| 1 | 19 de octubre de 2016 | Estadio Pensativo, Antigua Guatemala | Antigua GFC - Alianza FC |  | 1 - 3 | Concacaf Liga de Campeones |

## Palmarés

### Campeonatos nacionales
| Título           | Club              | País        | Año       |
| ---------------- | ----------------- | ----------- | --------- |
| Segunda División | Ramat HaSharon FC | Israel      | 2010-2011 |
| Segunda División | Maccabi PT        | Israel      | 2013      |
| Torneo Apertura  | Alianza FC        | El Salvador | 2015      |